# Isotomodes rafaeli
Isotomodes rafaeli är en urinsektsart som beskrevs av Arbea 2006. Isotomodes rafaeli ingår i släktet Isotomodes och familjen Isotomidae. Inga underarter finns listade i Catalogue of Life.